# Santiago de Tormes
Santiago de Tormes ist ein zentralspanischer Ort und eine Gemeinde (municipio) mit 107 Einwohnern (Stand: 2024) in der Provinz Ávila in der Autonomen Region Kastilien-León. Die Gemeinde besteht aus den Ortschaften La Aliseda de Tormes, Cardedal, Horcajo de la Ribera, La Lastra del Cano, Lastrilla und Navasequilla. Der Verwaltungssitz befindet sich in La Aliseda de Tormes. 

## Lage und Klima
Die Gemeinde Santiago de Tormes liegt auf der Nordseite der Sierra de Gredos im Südwesten der Provinz Ávila in einer durchschnittlichen Höhe von ca. 1125 m. Die Entfernung nach Ávila beträgt knapp 65 km (Fahrtstrecke) in ostnordöstlicher Richtung. Das Klima ist gemäßigt bis warm; der Regen (1093 mm/Jahr) fällt mit Ausnahme der trockenen Sommermonate übers Jahr verteilt.

## Bevölkerungsentwicklung
| Jahr      | 1981 | 1991 | 2001 | 2011 | 2021 |
| Einwohner | 528  | 396  | 229  | 156  | 111  |

## Sehenswürdigkeiten
- Margaretenkirche in la Aliseda de Tormes
- Kirche Mariä Himmelfahrt in Horcajo de la Ribera

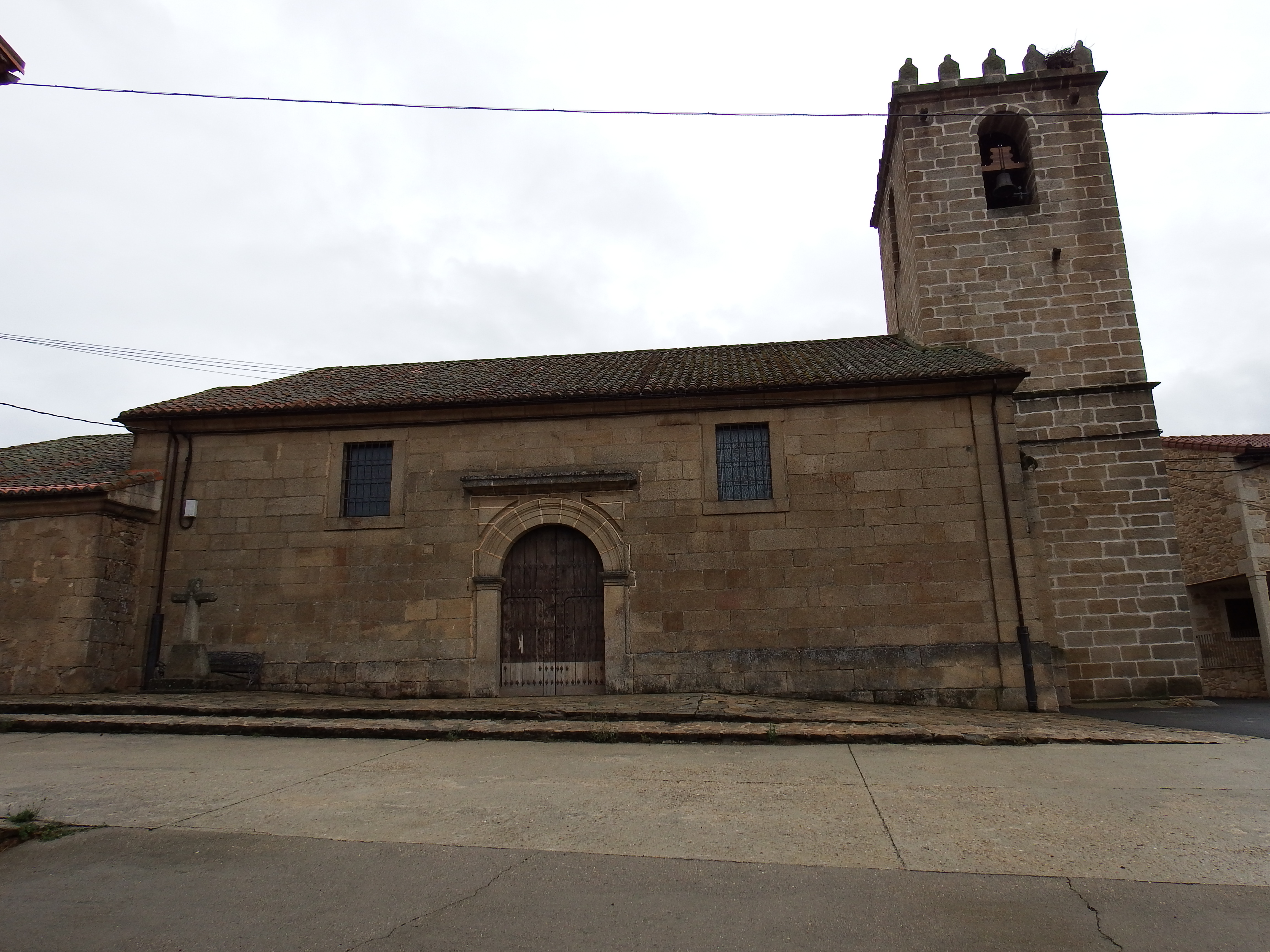
Margaretenkirche
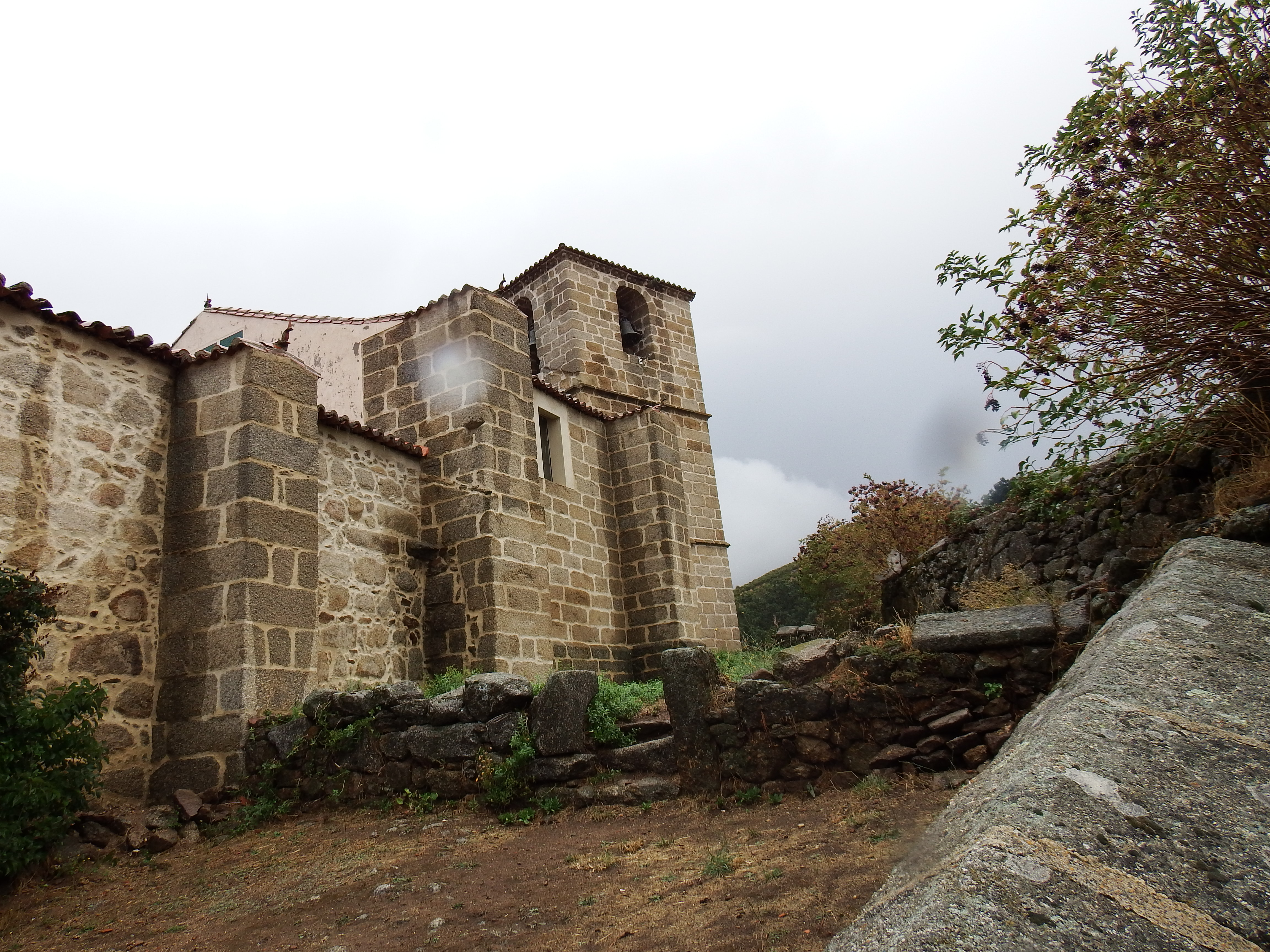
Kirche Mariä Himmelfahrt
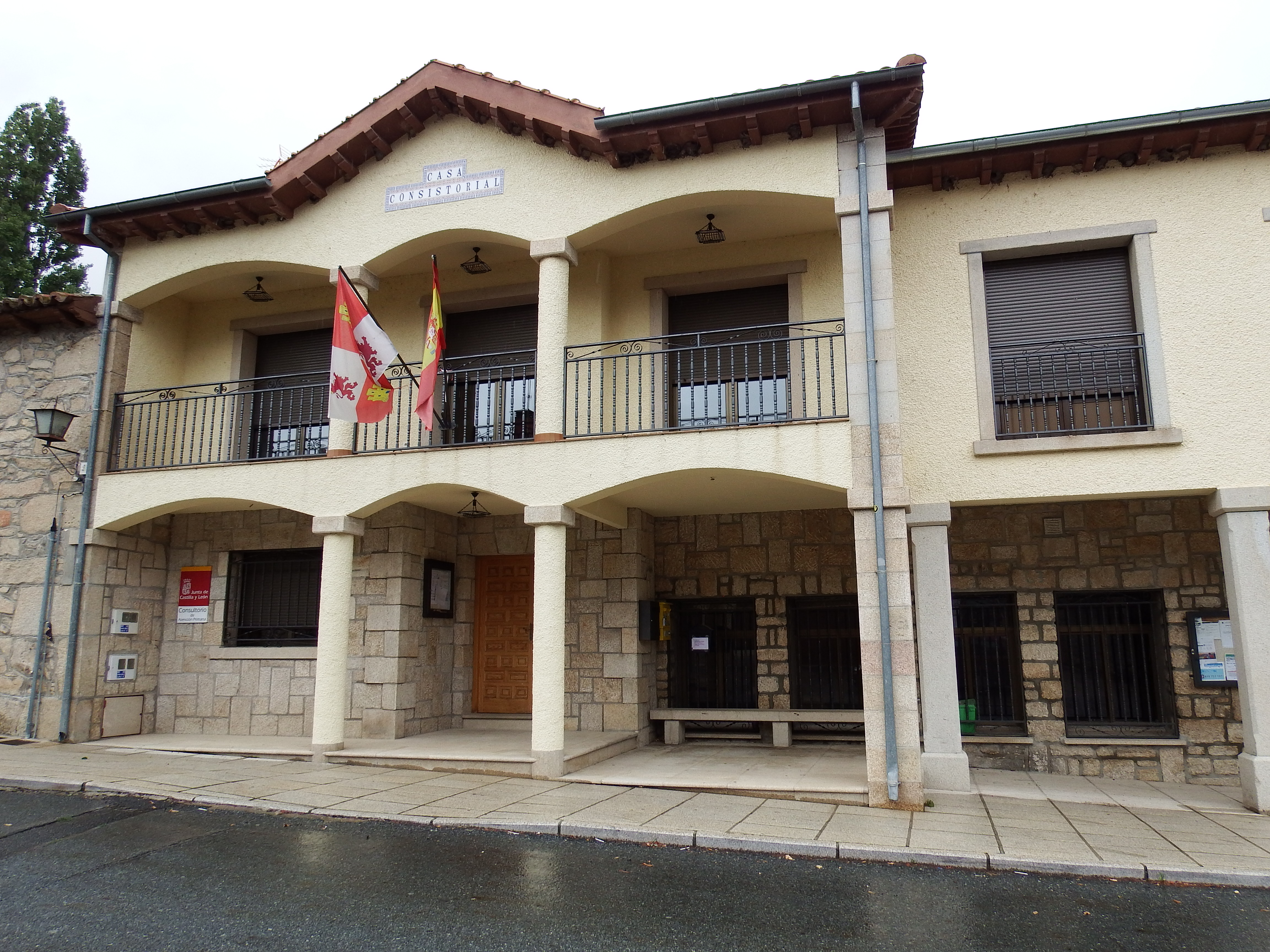
Rathaus